# Pseudomyrmex seminole
Pseudomyrmex seminole är en myrart som beskrevs av Ward 1985. Pseudomyrmex seminole ingår i släktet Pseudomyrmex och familjen myror. Inga underarter finns listade i Catalogue of Life.

## Bildgalleri

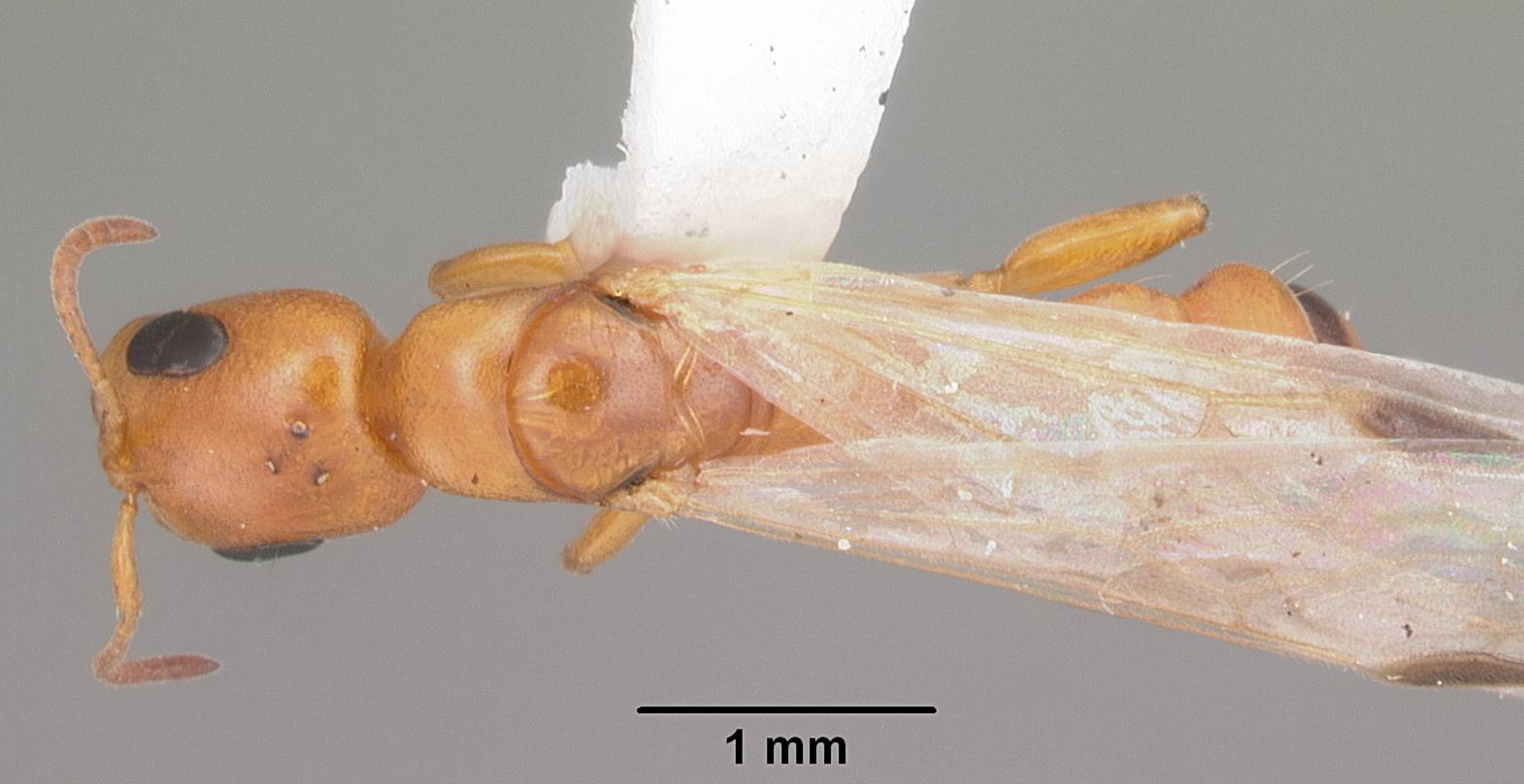
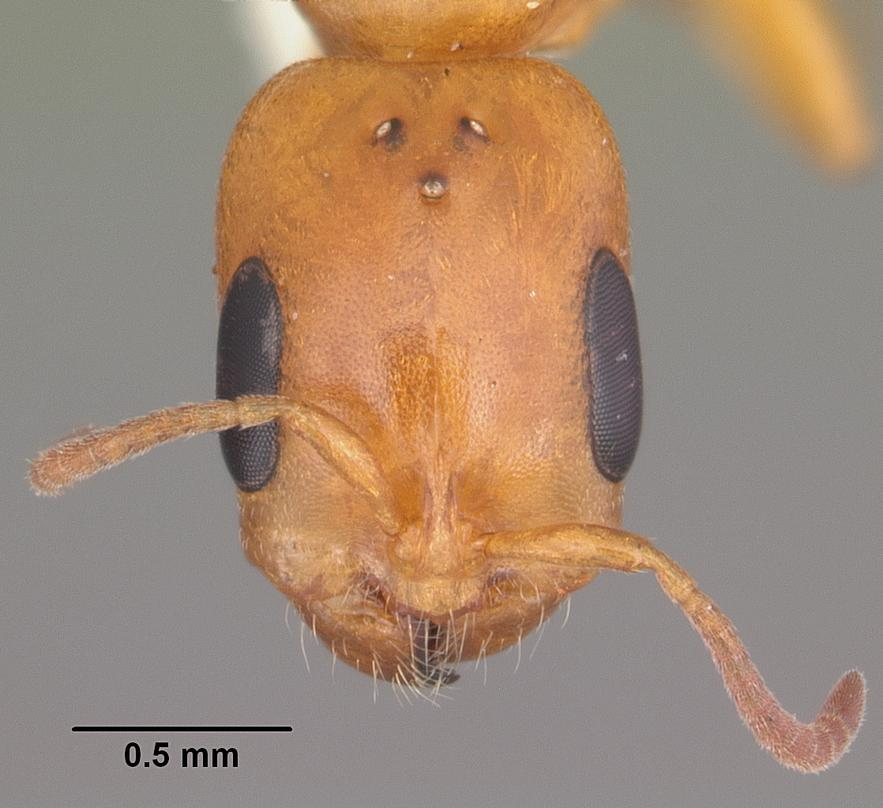
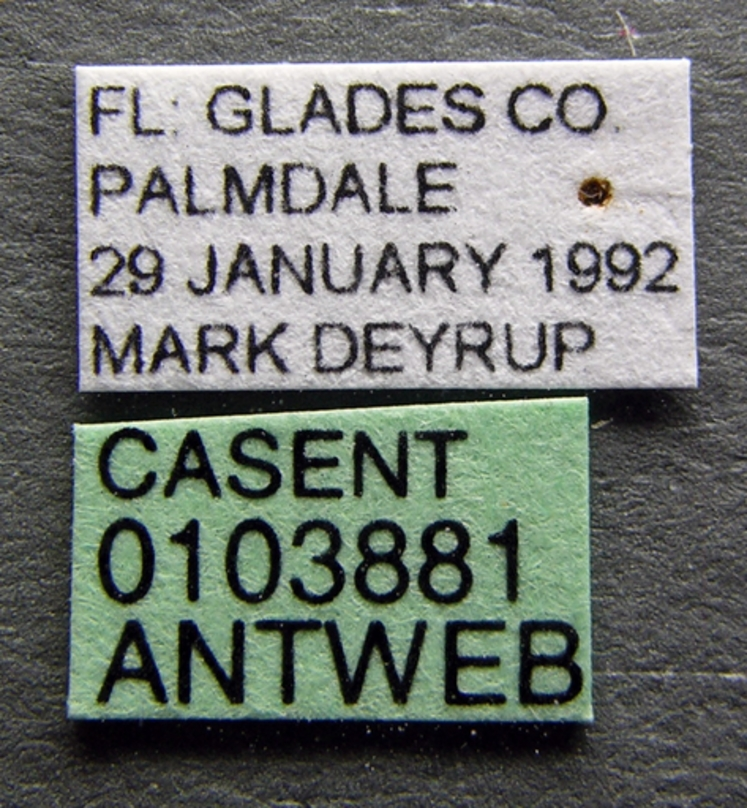
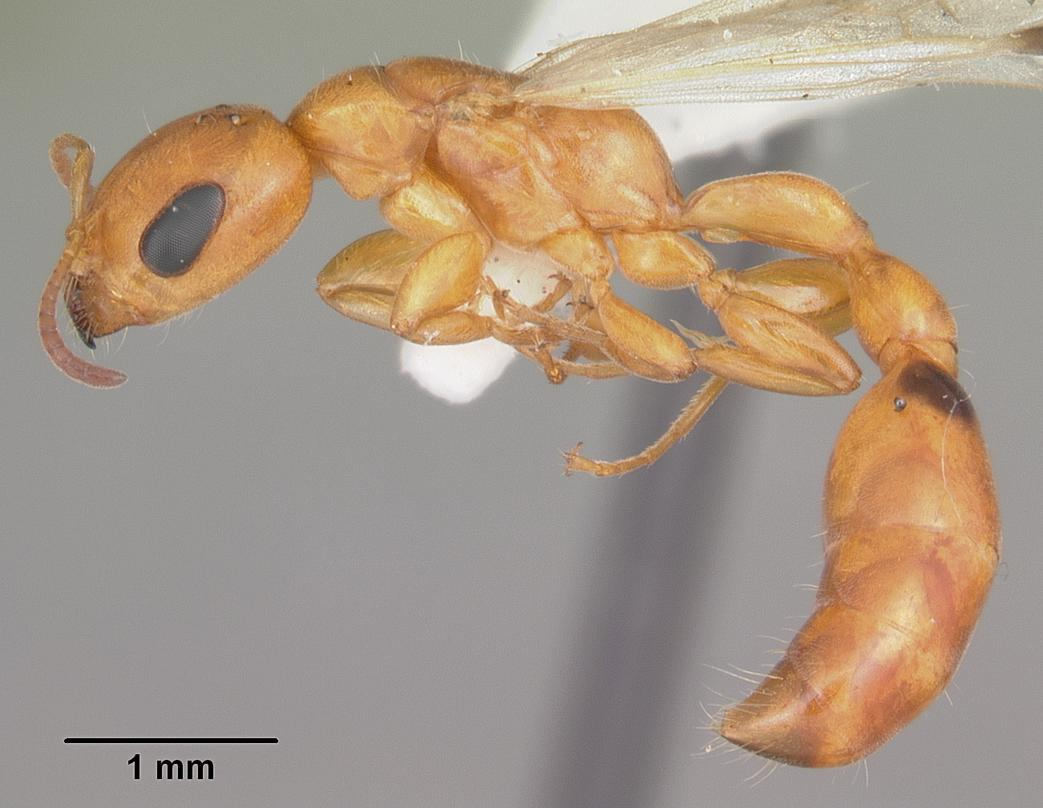
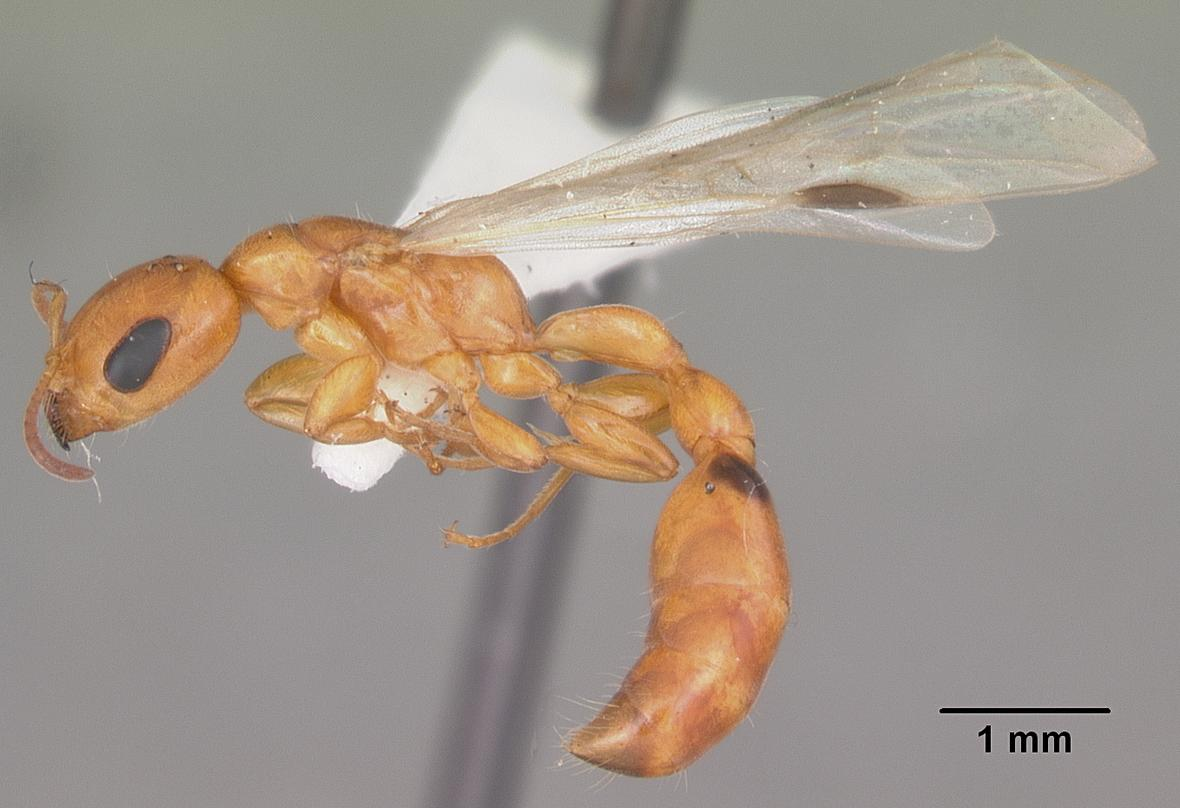
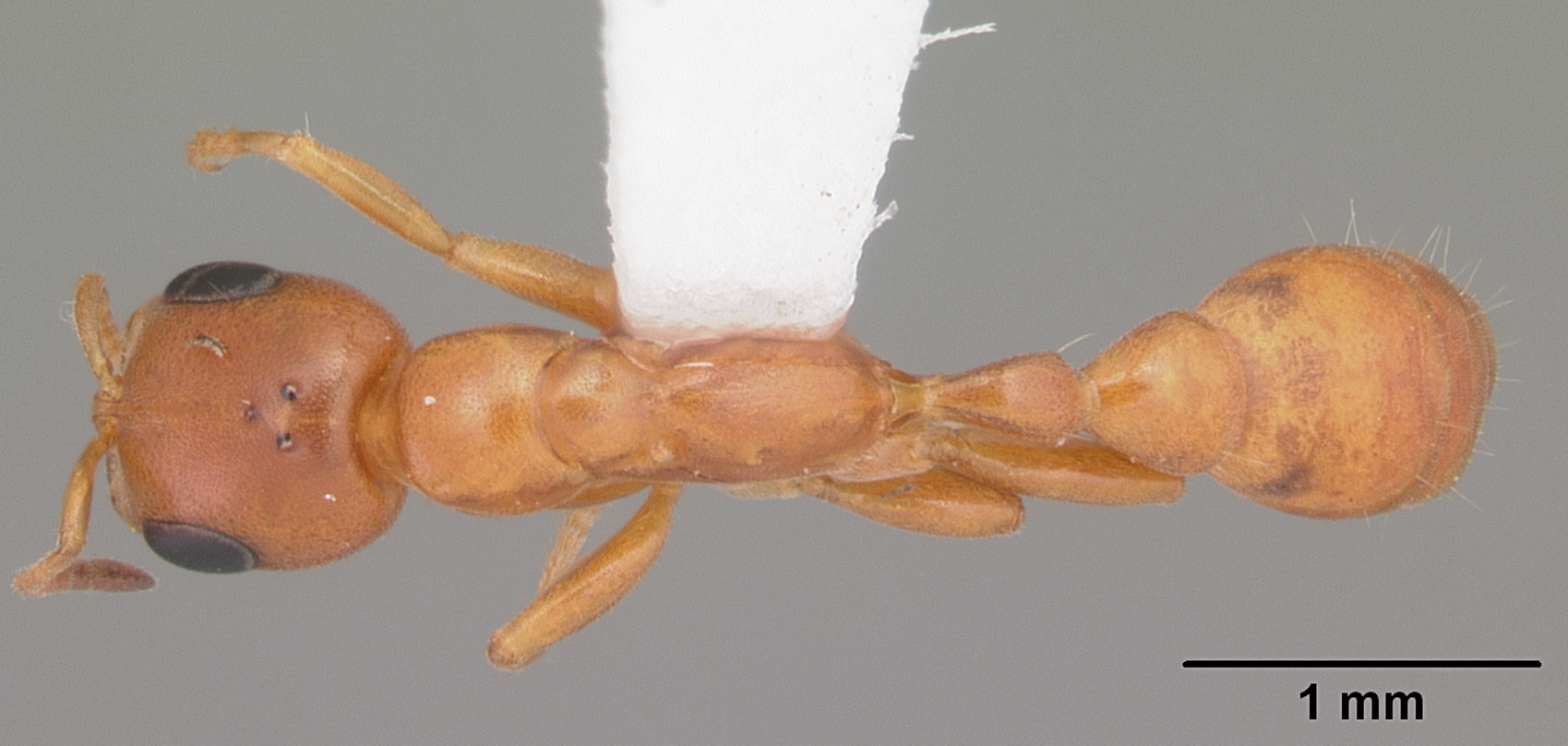